# SN 2003au
SN 2003au – supernowa typu Ia odkryta 17 lutego 2003 roku w galaktyce NGC 6095. W momencie odkrycia miała maksymalną jasność 19,20m.